# Alexander Pola
Alexander Pola, artiestennaam van Abraham Polak (Haarlem, 27 juni 1914 – Amsterdam, 12 oktober 1992), was een Nederlandse acteur, tekstschrijver en komiek.
Bram Polak werd geboren als zoon van de leraar Duits Leon Polak en Leonora Vos. Hij had een acht jaar jongere zuster. Het gezin verhuisde in 1917 naar Den Haag, omdat Polak sr. daar een betrekking had gekregen.
Van jongs af aan werd Polak de liefde voor het theater bijgebracht, omdat zijn ouders enthousiaste theaterbezoekers waren. Toen hij echter zelf acteur wilden worden, waren zijn ouders daartegen. Polak studeerde een jaar rechten aan de Universiteit Leiden, zakte voor zijn propedeuse en deed toelatingsexamen voor de Toneelschool. Nadat hij hier werd afgewezen, volgde hij privé-lessen toneel, waarna hij in 1935 als volontair bij het Vereenigd Rotterdamsch-Hofstad Tooneel begon. Hij had inmiddels de artiestennaam Alexander Pola aangenomen. Vanaf 1938 speelde Pola kleine rollen bij het Residentie Tooneel. In deze periode leerde hij onder anderen Caro van Eyck, Paul Steenbergen en Simon Carmiggelt kennen. Tijdens de Tweede Wereldoorlog dook hij onder en aan het eind van de oorlog trok hij via Noord-Brabant naar Parijs.
Eenmaal weer in Nederland, begon hij bij de radio te werken. Pola werd bekend door zijn medewerking aan het populaire radioprogramma Negen heit de klok met Jan de Cler. In 1947 leverde hij de tekst voor het muzikale sprookje De prins die de hik had van Jurriaan Andriessen. Gedurende de jaren vijftig bleven zij samen voor radioprogramma's schrijven. Begin jaren '60 was Pola redacteur van het VARA-radioprogramma Chansonnetje in huis, waarvoor hij, met Emile Lopez en Ernst van Altena, het leeuwendeel van de cabareteske liedteksten schreef. Voor de muziek tekende Harry de Groot, de leider van het septet dat vocalisten als Sonja Oosterman, Rijk de Gooyer, Johnny Kraaijkamp en Henk Elsink begeleidde.
Zijn grootste succes op de televisie kreeg Pola door zijn deelname als tekstschrijver en uitvoerend artiest aan het kwintet Farce Majeure (samen met Fred Benavente, Jan Fillekers, Henk van der Horst en Ted de Braak), waarvoor hij in september 1966 werd gevraagd. Later schreef hij samen met Chiem van Houweninge een aantal succesvolle televisieseries, zoals Zeg 'ns AAA, waarin hij zelf ook een rol speelde als "Kees", de vriend van mevrouw Hamer (1987-1988) en Oppassen!!! Ook had hij jarenlang columns op Radio Nederland Wereldomroep en in de VARAgids. In het tijdschrift De Tweede Ronde publiceerde hij light verse.
Hij trouwde op 1 september 1954 voor de tweede keer, ditmaal met de cabaretière Katja Berndsen. Uit dit huwelijk werd een dochter geboren (Clairy Polak), die journaliste en presentatrice zou worden.
Alexander Pola kwam ook geregeld als panellid in de De Willem Ruis Show (KRO), waarin hij bekend stond om zijn soms onbegrijpelijke, maar daarom niet minder hilarische antwoorden en reacties.
Ook is menig citaat van Pola op scheurkalenders en andere publicatie terechtgekomen. Zijn vileine humor om min of meer bekende gezegdes om te vormen leende zich daar prima voor. Bijvoorbeeld: "Waar er twee trouwen, hebben er twee schuld".
In 1980 werd Pola benoemd tot ridder in de Orde van Oranje-Nassau.